# Ordinador central
Un ordinador central o mainframe és un ordinador gran, potent i costós utilitzat principalment per una gran companyia pel processament d'una gran quantitat de dades; per exemple, pel processament de transaccions bancàries.

## Descripció

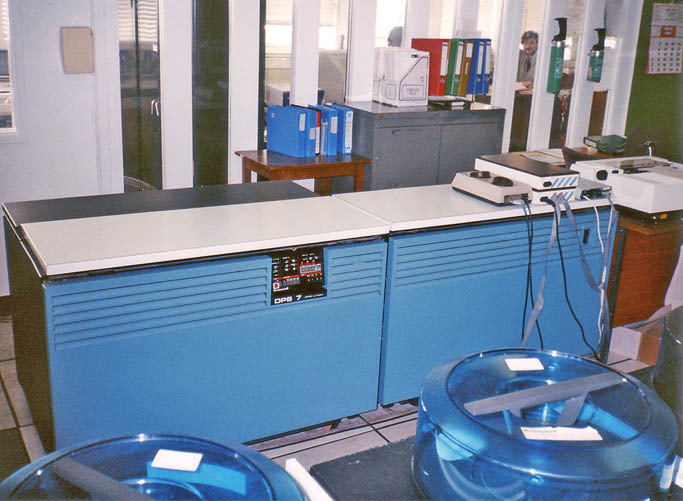
Un ordinador central Honeywell-Bull DPS 7 de 1990

La capacitat d'un ordinador central no es defineix tant per la velocitat de la seva CPU com per la seva gran memòria interna, la seva alta i gran capacitat d'emmagatzemament extern, els seus resultats en els dispositius d'entrada i sortida ràpids i considerables, l'alta qualitat de la seva enginyeria interna que té com a conseqüència una alta fiabilitat i suport tècnic car però d'alta qualitat. Un ordinador central pot funcionar durant anys sense problemes ni interrupcions i les reparacions es poden fer mentre està funcionant. Els venedors d'ordinadors centrals ofereixen serveis especials; per exemple, si l'ordinador es fa malbé, el venedor executa les aplicacions del seu client en els seus propis ordinadors sense que els usuaris ho notin mentre duren les reparacions. La independència interna d'aquests ordinadors és tan gran que, com a mínim, en un cas conegut, els tècnics podien canviar els ordinadors centrals de lloc desmuntant-los peça a peça i muntant-los en un altre lloc, deixant, mentrestant, aquests ordinadors funcionant; en aquest exemple, el canvi dels ordinadors centrals d'un lloc a l'altre es va produir de manera transparent.
Sovint, els ordinadors centrals suporten milers d'usuaris de manera instantània que es connecten per mitjà de falsos terminals. Alguns ordinadors centrals poden executar i donar cabuda a molts sistemes operatius i, per tant, no funcionen com un sol ordinador, sinó com a diversos ordinadors virtuals. En aquesta funció, un ordinador central per si mateix pot reemplaçar dotzenes o centenars de petits ordinadors personals, i així pot reduir les despeses administratives i de gestió alhora que ofereix una escalabilitat i fiabilitat molt millors. La fiabilitat s'aconsegueix per la independència dels seus components interns assenyalada prèviament, i l'escalabilitat s'assoleix perquè els recursos físics de l'ordinador poden ser redistribuïts entre els terminals virtuals segons les necessitats; això és molt més difícil de fer amb ordinadors personals, perquè per llevar o afegir components físics nous s'ha de desendollar l'ordinador moltes vegades i les limitacions dels components esmentats són molt més grans. Quan un ordinador central actua com a centre d'operacions de molts terminals virtuals pot oferir la potència necessària perquè aquests ordinadors operin de forma eficient, però també la flexibilitat de les xarxes d'ordinadors personals.
Actualment, els ordinadors centrals d'IBM dominen el mercat, juntament amb Hitachi, Amdahl i Fujitsu. Els preus no solen ser inferiors d'uns quants centenars de milers de dòlars.

## Història
Molts fabricants produïen ordinadors centrals als seixanta i als setanta. Als dies de glòria, eren coneguts com a IBM i els set nans: Burroughs, Control Data, General Electric, Honeywell, NCR, RCA i Univac.
Però una demanda escassa i la gran competència van provocar un gran tremolor al mercat. RCA va ser comprat per Univac, i GE també va abandonar. Groupe Bull va comprar Honeywell, Univac es va unir a Sperry per a formar Sperry/Univac, que més tard es va unir amb Burroughs per a formar Unisys Corporation el 1986 (conegut com a aparellament de dinosaures). El 1991, AT&T va posseir durant un temps breu NCR.
Les empreses s'adonaren que els servidors basats en dissenys de microordinadors de menor cost es podien instal·lar amb un cost molt menor i oferir als usuaris locals un major control dels seus propis sistemes, i els falsos terminals fets servir per connectar-se als sistemes d'ordinadors centrals van ser substituïts gradualment pels ordinadors personals. A conseqüència, la demanda va caure en picat i les instal·lacions d'ordinadors centrals es varen restringir sobretot a les institucions financeres amb necessitats de processament de grans quantitats de dades. Durant un temps, va existir un consens dins els analistes de la indústria sobre que el mercat dels ordinadors centrals havia acabat, ja que les plataformes d'ordinadors centrals estaven sent substituïdes per xarxes d'ordinadors personals.
Aquesta tendència va acabar l'any 1990, ja que les empreses van trobar noves utilitats pels seus ordinadors centrals perquè ara podien oferir servidors web amb una potència similar a la de centenars de petits ordinadors personals, però amb molta menys electricitat i costs administratius.
Un altre factor que va augmentar la pràctica dels ordinadors centrals va ser el desenvolupament del sistema operatiu GNU/Linux, que és capaç d'executar-se en molts sistemes d'ordinadors centrals diferents, directament o, més freqüentment, a través d'una màquina virtual. Això permet als ordinadors centrals aprofitar-se de l'experiència en programació i de les comunitats del mercat d'ordinadors personals.

## Comparació amb els superordinadors
La diferència entre superordinadors i ordinadors centrals no és molt senzilla, però generalment es pot dir que els superordinadors se centren en els problemes limitats per la velocitat de càlcul mentre que els ordinadors centrals se centren en problemes limitats pels dispositius d'entrada/sortida i la fiabilitat. En conseqüència:
- Els superordinadors solen explotar paral·lelismes massius, tot sovint amb milers de processadors, mentre que els ordinadors centrals tenen un sol o un petit nombre de processadors (com a màxim algunes dotzenes).

- Degut al paral·lelisme visible al programador, els superordinadors són molt complicats de programar; als ordinadors centrals, el limitat paral·lelisme (si existeix) està normalment amagat del programador.

- Els superordinadors són optimitzats per a càlculs complexes que tenen lloc sobretot a la memòria, mentre que els ordinadors centrals són optimitzats per a càlculs senzills que impliquen grans quantitats de dades externes als que s'accedeix des de bases de dades.

- Els superordinadors solen dedicar-se a la ciència i a l'exèrcit, mentre que els ordinadors centrals solen dedicar-se a les empreses i les aplicacions administratives del govern.